# شاندو
شاندو (بالإسبانية: Alejandro Torres Román)‏ هو لاعب كرة قدم إسباني في مركز الهجوم، ولد في 18 يونيو 1982 في مدينة ميورقة في إسبانيا. لعب مع أتليتيكو بالياريس وريال بيتيس بي وريال مايوركا ب وريال مورسيا ونادي أوريويلا ونادي أيك لارنكا ونادي جيرونا ونادي ريوس ديبورتيو ونادي سمورة ونادي فياريال ب.

## وصلات خارجية
- شاندو على موقع قاعدة بيانات كرة القدم.إي يو (الإنجليزية)
- شاندو على موقع Soccerway.com (الإنجليزية)
- شاندو على موقع AS.com (الإسبانية)